# Dicranomyia substricta
Dicranomyia substricta là một loài ruồi trong họ Limoniidae. Chúng phân bố ở miền Australasia.